# Nonianus
Nonianus is een geslacht van spinnen uit de  familie van de Sparassidae (jachtkrabspinnen).

## Soorten
- Nonianus gaujoni Simon, 1897
- Nonianus pictus Simon, 1885
- Nonianus unilateralis Strand, 1908